# 姜家营镇
姜家营镇，是中华人民共和国河北省唐山市丰润区下辖的一个乡镇级行政单位。原名姜家营乡，2022年12月撤乡设镇。

## 行政区划
姜家营镇下辖以下地区：
姜家营村、西杨家营村、郭庄子村、何庄子村、袁各庄村、石王庄村、姚庄村、石匣村、李富庄村、夏庄子村、杨家铺村和小峪村。